# Malva lindsayi
Malva lindsayi är en malvaväxtart som först beskrevs av Reid Venable Moran, och fick sitt nu gällande namn av M.F. Ray. Malva lindsayi ingår i Malvasläktet som ingår i familjen malvaväxter. Inga underarter finns listade i Catalogue of Life.